# 1027 Aesculapia
Az 1027 Aesculapia (ideiglenes jelöléssel 1923 YO11) a Naprendszer kisbolygóövében található aszteroida. George Van Biesbroeck fedezte fel 1923. november 11-én.